# Ri Čun-hi
Ri Čun-hi (pojavljajo se tudi zapisi v latinici: Ri Chun-hee, Ri Chun Hee ali Ri Chun Hui), severnokorejska televizijska napovedovalka; * 8. julij 1943, Tongčon, Kangvon, Japonska Koreja (danes Severna Koreja).
Ri Čun-hi je najprepoznavnejša severnokorejska televizijska voditeljica, ki je v svoji petdesetletni televizijski karieri poročala o nekaterih najpomembnejših novicah in dogodkih v državi, kot so smrt prvega voditelja Kim Il-sunga leta 1994, smrt njegovega naslednika Kim Džong-ila in prvi preizkus jedrskega orožja leta 2006. Od leta 2012 je uradno upokojena, vendar se še vedno pojavlja na televiziji, kadar država sporoča gledalstvu pomembne novice. Slovi po svojem dramatičnem slogu podajanja novic. Določene novice prebere strupeno, strastno, grozeče in napadalno. Pogosto je odeta v rožnata oblačila, bodisi v tradicinalno korejsko oblačilo hanbok bodisi v sodobne, zahodnjaške oprave. Zato so ji nekateri nadeli tudi vzdevek »gospa v rožnatem«.

## Zgodnje življenje in izobraževanje
Ri Čun-hi se je rodila leta 1943 v revni družini v kraju Tongčon v provinci Kangvon v današnji Severni Koreji, vendar je bila v tistem času celotna Koreja priključena Japonski. Na Univerzi za gledališče in film v Pjongjanju je študirala uprizoritveno umetnost. Po študiju se je zaposlila na televiziji KCTV kot voditeljica poročil.

## Televizijska kariera
Ri se je prvič pojavila na malih zaslonih februarja 1971, po zgolj treh letih je postala glavna napovedovalka poročil in se odtlej nepretrgoma pojavljala na televiziji. Njena poklicna pot je izjemna z vidika stalnosti, saj je režim številne druge zaposlene na KCTV degradiral ali odstranil. Ob najavi upokojitve januarja 2012 je za kitajska občila naznanila, da bo še naprej delovala v ozadju in pomagala usposobiti nove rodove televizijskih voditeljev. Severnokorejski režim ji je zaupal vodenje poročil ob objavi nekaterih zgodovinsko najpomembnejših novic. Med drugim je severnokorejski javnosti objavila smrt prvega voditelja Kim Il-sunga leta 1994, smrt njegovega naslednika Kim Džong Ila in prvi preizkus jedrskega orožja leta 2006.
Ri se je po uradni upokojitvi večkrat vrnila kot napovedovalka poročil, in sicer ob objavi pomembnejših novic. Tako je na primer prebrala novico, da je Severna Koreja izvedla uspešen preskus vodikove bombe januarja 2016 in izstrelitev rakete februarja 2016. Prav tako je poročala o severnokorejskih jedrskih poskusih septembra 2016 in septembra 2017 ter o poskusni izstrelitvi rakete novembra 2017. Kasneje, aprila 2018, je z gledalstvom delila novico o prenehanju severnokorejskega preskušanja jedrskega orožja in raket ter junija 2018 o političnem vrhu med Kimom in Trumpom v Singapurju. 15. aprila 2018 je v prebrani novici Kim Džong-unovo ženo Ri Sol-džu prvič imenovala »prva dama Severne Koreje«.
Aprila 2022 ji je Kim podaril stanovanje v novem razkošnem stanovanjskem kompleksu v Pjongjanju. Oblast je stanovanja razdelila med vidne ljudi, »ki so prispevali k blaginji in razvoju države«. Ob tem jo je razglasil za »državni zaklad«.